# Yutan (Nebraska)
Yutan es una ciudad ubicada en el condado de Saunders en el estado estadounidense de Nebraska. En el Censo de 2010 tenía una población de 1174 habitantes y una densidad poblacional de 858,49 personas por km².

## Geografía
Yutan se encuentra ubicada en las coordenadas 41°14′34″N 96°23′46″O / 41.24278, -96.39611. Según la Oficina del Censo de los Estados Unidos, Yutan tiene una superficie total de 1.37 km², de la cual 1.37 km² corresponden a tierra firme y (0%) 0 km² es agua.

## Demografía
Según el censo de 2010, había 1174 personas residiendo en Yutan. La densidad de población era de 858,49 hab./km². De los 1174 habitantes, Yutan estaba compuesto por el 98.04% blancos, el 0.85% eran afroamericanos, el 0.09% eran amerindios, el 0.09% eran asiáticos, el 0% eran isleños del Pacífico, el 0.43% eran de otras razas y el 0.51% pertenecían a dos o más razas. Del total de la población el 1.87% eran hispanos o latinos de cualquier raza.